# Zasole
Zasole je vesnice v gmině Brzeszcze v okrese Osvětim v Malopolském vojvodství v jižním Polsku. Vesnice má 800 obyvatel[kdy?].

## Dějiny
Název města odkazuje k řece Soła a v polštině znamená „místo ležící za řekou Soła“, tedy „Zasola“.
Obec byla zmiňována v 19. století v Zeměpisném slovníku Polského království jako „Zasole“ nebo „Zasolany“. Podle slovníku patřila obec koncem 19. století do obce Łęk. Bylo zde 36 domů a 176 obyvatel, z toho 91 mužů a 85 žen. Zasole se osamostatnilo od Łęku 17. července 1953.
V letech 1975–1998 město administrativně patřilo do Katovického vojvodství.